# Cnopus nucleus
Cnopus nucleus är en skalbaggsart som först beskrevs av Henry Clinton Fall 1901.  Cnopus nucleus ingår i släktet Cnopus och familjen ögonbaggar. Inga underarter finns listade i Catalogue of Life.